# Dalai lama

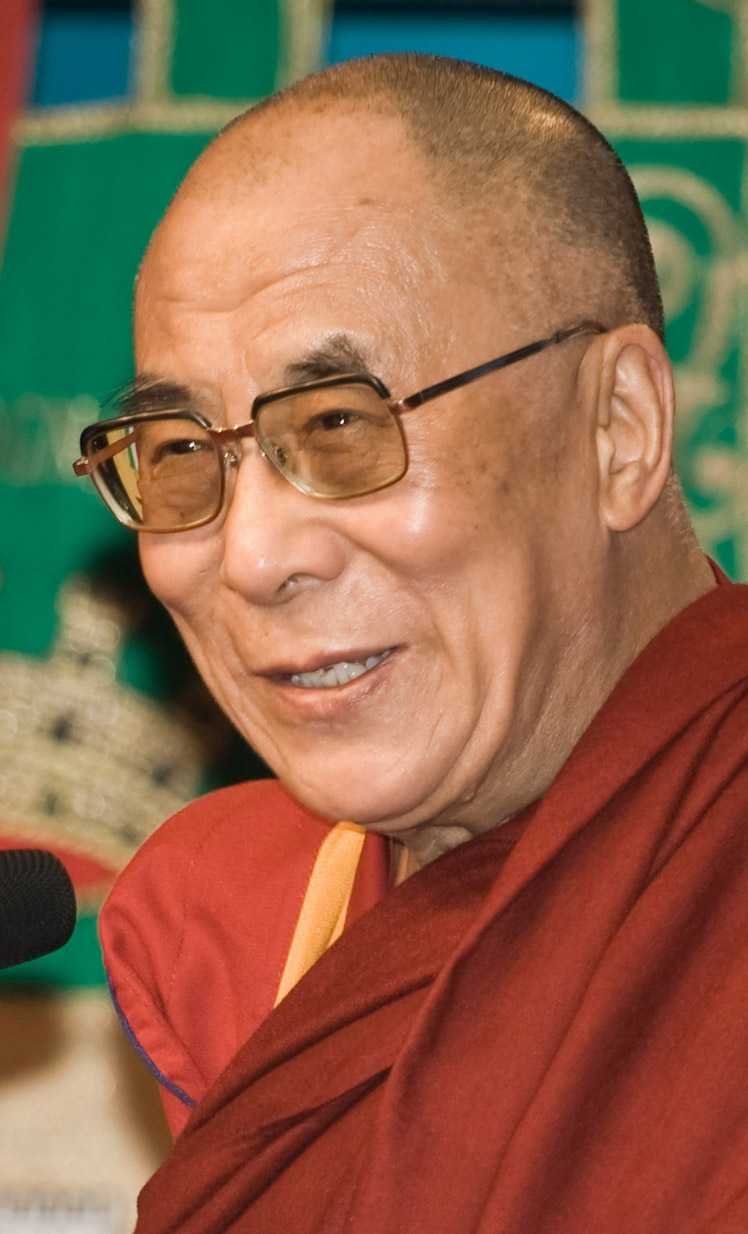
Tenzin Gyatso är nuvarande Dalai lama.

Dalai lama är en titel och linje religiösa ledare inom gelug, en inriktning inom den tibetanska buddhismen. Dalai lama anses vara en manifestation av bodhisattvan Avalokiteshvara, bodhisattvan av medlidande. Avalokiteshvara är även skyddspatron för Tibet. En vanlig missuppfattning är att Dalai lama är den högsta ledaren inom gelug, men så är inte fallet. Ledaren inom gelug är ledaren för Gandenklostret, som innehar titeln Ganden Tripa. Dalai Lama har dock haft mycket stort religiöst och politiskt inflytande.

## Ursprung och benämning

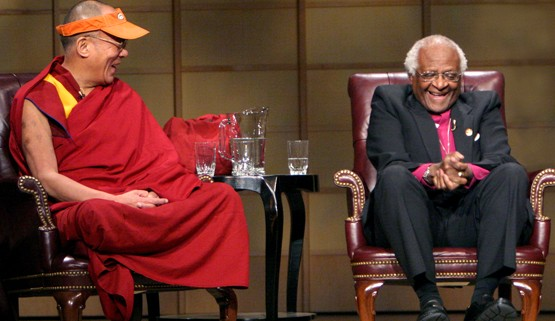
Den 14:e Dalai lama och Desmond Tutu, båda mottagare av Nobels fredspris.

Den mongoliske khanen Altan Khan tilldelade första gången titeln ta lai'i bla ma vajradhara till Sonam Gyatso i juni 1578. Eftersom Sonam Gyatso betraktades som en inkarnation av Gedun Gyatso tilldelades även denne samt hans företrädare titeln retroaktivt. Dalai betyder "ocean" på mongoliska och motsvaras av tibetanska gyatso samt sāgara på sanskrit. Lama (Wylie: bla ma) är den tibetanska motsvarigheten till ordet guru på sanskrit. Dalai lama betyder alltså "Oceanlärare"

## Identifiering av Dalai lama
När en Dalai lama dör börjar tibetanska munkar att söka efter hans reinkarnation, ett litet barn. Kännedom om den tidigare Dalai lamans ägodelar anses vara ett viktigt tecken på reinkarnation. Letandet kan ta flera år och barnet har många år framför sig i tempelskola innan det kan ta över styrandet vilket resulterar i luckor i Dalai lamas ledarskap, vars politiska makt oftast utövats genom en regent. Under de två århundraden som förflutit sedan den femte Dalai lama dog fram till den trettonde Dalai lama hade ingen Dalai lama härskat mer än ett par år.
1792 införde den manchuiske Qianlong-kejsaren en serie bestämmelser som stadgade att det slutgiltiga valet av Dalai lama och Panchen lama skulle ske med hjälp av lottdragning i den "Gyllene urnan", varefter kejsaren skulle ge sitt godkännande till vederbörande. På grund av tibetansk opposition mot yttre inblandning fungerade denna procedur dock bristfälligt och högst tre inkarnationer av Dalai lama (den 10:e, 11:e och 12:e) identifierades med hjälp av den Gyllene urnan. Varken den trettonde Dalai lama eller den fjortonde Dalai lama utsågs enligt dessa bestämmelser. Tibetansk politisk teori har aldrig betraktat Dalai lama som underordnad den kinesiske kejsaren, utan tvärtom sett Dalai lama och kejsaren som lärare respektive lekman (chöyön).

## Successionsfrågan
Folkrepubliken Kinas regering ser sig ha en hävdvunnen rätt att liksom forna tiders kejsare bekräfta utnämningen av de höga lamorna i Tibet och har försökt att utöva denna politiska makt vid utnämnandet av den elfte Panchen lama, vilket har lett till att det idag finns två personer som anses vara den elfte inkarnationen av Panchen lama. Den fjortonde Dalai lama har antytt att han själv kommer att utse sin efterträdare, något som framkallat starka reaktioner från den kinesiska regeringen.

## Lista över Dalai lamor
1. Gedun Drub, 1391 - 1474
2. Gedun Gyatso, 1475 - 1542
3. Sonam Gyatso, 1543 - 1588 (Den förste som bar titeln under sin livstid)
4. Yonten Gyatso, 1589 - 1617
5. Ngawang Lobsang Gyatso, 1617 - 1682 ("Den store femte")
6. Tsangyang Gyatso, 1682 - 1706
7. Kelzang Gyatso, 1708 - 1757
8. Jamphel Gyatso, 1758 - 1804
9. Lungtok Gyatso, 1805 - 1815
10. Tsultrim Gyatso, 1816 - 1837
11. Khedrup Gyatso, 1838 - 1856
12. Trinley Gyatso, 1856 - 1875
13. Thubten Gyatso, 1876 - 1933
14. Tenzin Gyatso, 1935 -